# 格溫 (密歇根州)
格溫（英語：Gwinn）是位於美國密歇根州馬凱特縣福賽斯鎮區的一個普查規定居民點。

## 人口
根據2020年美國人口普查的數據，格溫的面積為7.57平方千米，當中陸地面積為7.28平方千米，而水域面積為0.29平方千米。當地共有人口1784人，而人口密度為每平方千米235.67人。